# Dag Jostein Fjærvoll
Dag Jostein Fjærvoll (* 20. Januar 1947 in Hadsel; † 5. Februar 2021) war ein norwegischer Politiker der Kristelig Folkeparti (KrF). Er war von Oktober 1997 bis März 1999 der Verteidigungsminister und anschließend bis März 2000 der Verkehrsminister seines Landes. Zwischen 1985 und 1997 war er Abgeordneter im Storting.

## Leben
Fjærvoll beendete im Jahr 1966 seine Schulzeit und war anschließend bis 1967 als Lehrer in Meløy tätig. Er schloss im Jahr 1970 seine Lehramtsausbildung in Oslo ab und arbeitete anschließend bis 1983 als Lehrer und Schulinspekteur in Melbu. In der Zeit zwischen 1975 und 1985 war er Mitglied im Kommunalparlament von Hadsel, von 1979 bis 1983 war er dabei der Bürgermeister der Gemeinde. Fjærvoll fungierte in den Jahren 1981 bis 1984 als Vorsitzender seiner Partei in der Provinz Nordland.
Bei der Parlamentswahl 1985 zog er erstmals in das norwegische Nationalparlament Storting ein. Dort vertrat er den Wahlkreis Nordland und er wurde zunächst Mitglied im Kommunal- und Umweltschutzausschuss. Nach der Wahl 1989 wechselte er in den Ausschuss für Seefahrt und Fischerei. Zudem wurde er Vizepräsident der Parlamentskammer Lagting. Im Anschluss an die Stortingswahl 1993 wählte man ihn zum Vizepräsidenten des Odelsting, also der größeren der damals existierenden Kammern. Des Weiteren wechselte er in den Kontroll- und Verfassungsausschuss. Zwischen 1989 und 1997 gehörte Fjærvoll dem Fraktionsvorstand der KrF-Gruppierung an. Im Herbst 1997 schied er aus dem Parlament aus.
Am 17. Oktober 1997 wurde Fjærvoll zum Verteidigungsminister in der Regierung Bondevik I ernannt. Zum 15. März 1999 wechselte er in das Verkehrsministerium. Sein Amt als Verkehrsminister übte er bis zum Abgang der Regierung am 17. März 2000 aus. Von 2001 bis 2006 war er schließlich Leiter des Hochschulzentrums Vesterålen.
Sein Vater Edmund K. Fjærvoll (1910–1975) war ebenfalls Abgeordneter im Storting.